# ワンハート〜この空の下で〜
『ワンハート〜この空の下で〜』（ワンハート このそらのしたで）は、2003年1月27日から3月28日に、TBS系列「ドラマ30」枠にて放送された昼のテレビドラマ。CBC制作。放送時間は月曜から金曜の13:30-14:00（JST）。全9週、45回。大衆演劇に題材を得た作品。

## あらすじ
西野夏海は、夫の暴力に耐えかねて家を出、顔に白粉をつけた少年と出会う。少年を探しに来た男性・慎之介に誘われ、夏海は大衆演劇の一座「朝日座」の芝居小屋を訪れ、一晩世話になる。しかし翌日、座長夫婦が事故に遭い他界。夏海は、慎之介にしばらく子どもたちの面倒を見てほしいと頼まれる。

## キャスト
- 西野夏海：田中美奈子
- 春川慎之介：池田政典
- 玉村小次郎：竜小太郎
- 吹雪健太：唐沢大樹
- 吹雪舞：田島祥子
- 大鷹蓮：石田法嗣
- 雨宮さくら：藤枝由似
- 雨宮大輔：成田翔吾
- 風あきら：新島愛一朗
- 紫りんご：南早希
- 藤方匠：清水隆伍
- 橘夕子：村上理子
- 小泉佳織：藤川真千子
- 東雲亮：相良真
- 小川優華：三浦綺音
- 勇介：川本貴則
- 志保：駒崎香織
- 雨宮秀夫：三井善忠
- 八千代：西山諒
- 春川太郎：田口計
- 紅珠子：片岡富枝
- 吹雪大三郎：林与一

## スタッフ
- 脚本：友澤晃一
- 演出：堀場正仁、松井智人、西村信
- プロデューサー：山本恵三、榊原正樹

## 主題歌
- Plum Planets「WOMAN」